# Université Saint-Joseph

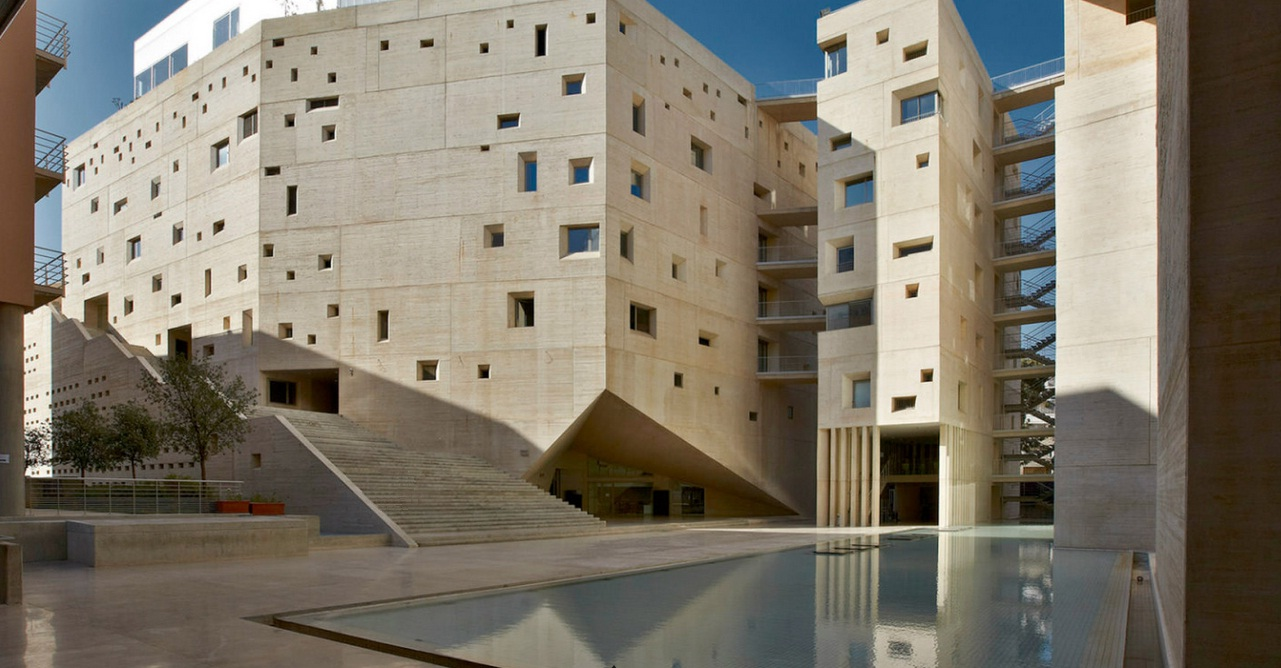
Neuer Campus der USJ

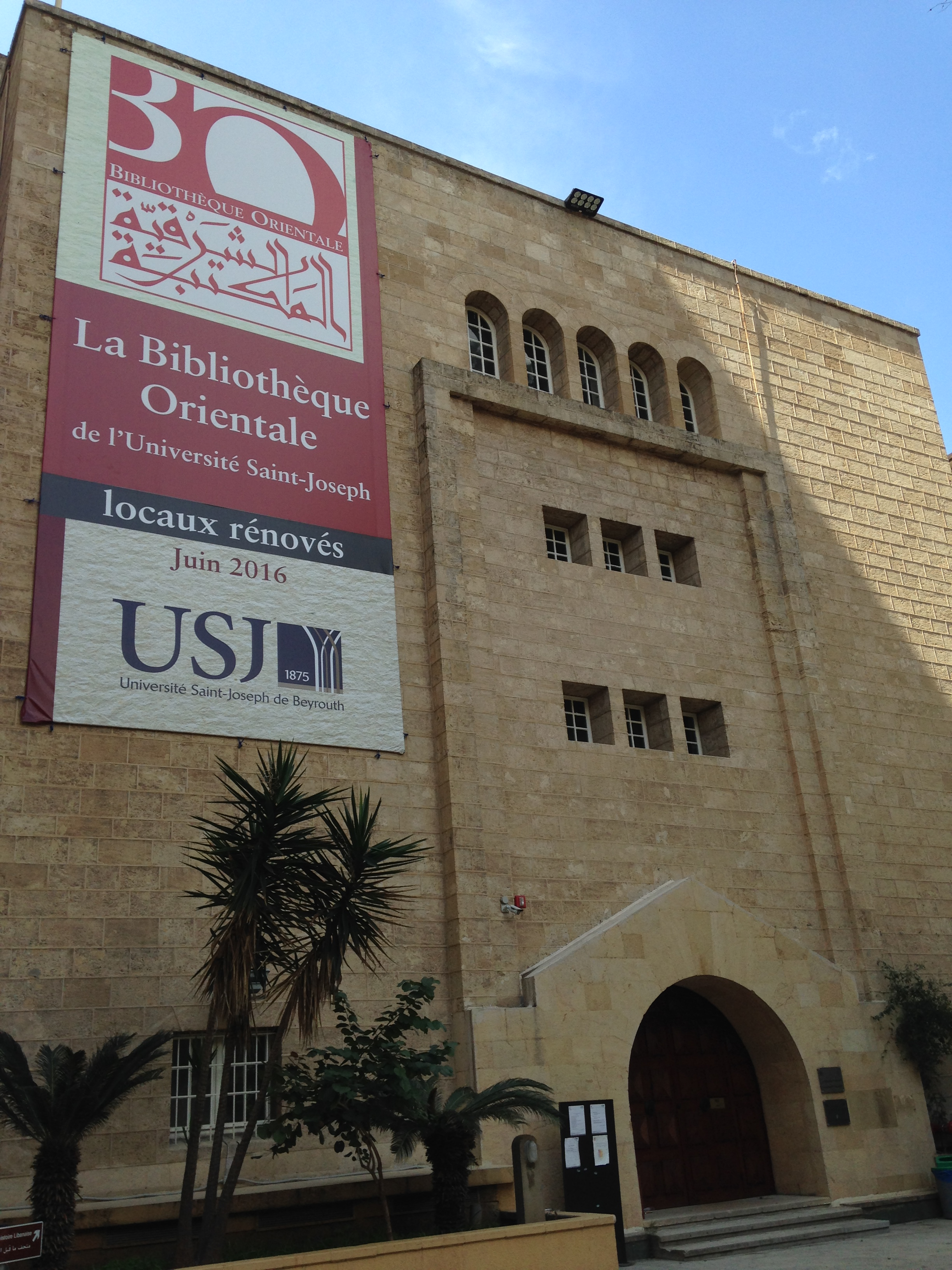
La Bibliothèque Orientale

Die Université Saint-Joseph (USJ) ist eine konfessionelle nichtstaatliche Universität in Beirut, die von den Jesuiten im Jahre 1875 gegründet wurde. Unterrichtssprachen sind Französisch und Arabisch. Schon 1880 erkannte die französische Republik die Studienabschlüsse der Universität an.
Sie ist heute mit etwa 12.000 Studierenden eine der wichtigen Universitäten im Nahen Osten. International bekannt ist sie für ihre im Bezirk Aschrafiyya gelegene Universitätsklinik Hôtel Dieu de France und die auf dem Gelände des ehemaligen Campus im Bezirk Saifi gelegene Bibliothèque Orientale. Die USJ verfügt über eine philologische, ingenieurwissenschaftliche und theologische Fakultät und mehrere Forschungszentren, etwa das zum arabischen Christentum (CEDRAC).
Seit 2010 wird an der Universität das Beirut Unisports Festival durchgeführt. Bisher nahmen Universitäten aus 19 Ländern an diesem Turnier teil.

## Professoren und Studenten
- Gottfried Zumoffen (1845–1928), Schweizer Archäologe und Dozent für Physik, Chemie und Naturgeschichte
- Louis Cheikhô (1859–1927), Theologe
- Henri Fleisch (1904–1985), Philologe, Semitist
- Pierre Gemayel (1905–1984), Apotheker, Politiker
- Anton Peter Khoraiche (1907–1994), libanesischer Kardinal und Maronitischer Patriarch von Antiochien und des ganzen Orients
- Aram Karamanoukian (1910–1996), syrischer Generalleutnant und Abgeordneter
- Georges Khodr (* 1923), Student, rum-orthodoxer Bischof
- Jean Corbon (1924–2001), Theologe
- Elias Sarkis (1924–1985), Student, libanesischer Staatspräsident 1976 bis 1982
- Peter Scholl-Latour (1924–2014), deutsch-französischer Journalist
- René Moawad (1925–1989), Student, Staatsminister
- Elias Hrawi (1926–2006), libanesischer Staatspräsident 1989 bis 1998
- Sélim Abou (1928–2018), Jesuit, Rektor der Universität
- Peter Hans Kolvenbach (1928–2016), niederländischer Jesuit, Theologe und Semitist
- George Riashi BC (1933–2012), Erzbischof der Melkitisch Griechisch-Katholischen Kirche
- Samir Khalil Samir (* 1938), Theologe, Islamwissenschaftler
- Nayla Moawad (* 1940), Studentin, Ministerin für Soziales
- Antoine Audo (* 1946), chaldäisch-katholischer Bischof, Prof. für Bibelwissenschaften an der USJ
- Gabriel Yared (* 1949), Komponist
- Sleiman Hajjar (1950–2002), Student, libanesischer Bischof in Kanada
- Ghassan Salamé (* 1951), Student, Minister für Kultur 1999 bis 2005
- Jad Hatem (* 1952), Professor für Philosophie
- Michel Pharaon (* 1959), Student, Staatsminister für parlamentarische Angelegenheit, Unternehmer
- Elie Bechara Haddad (* 1960), libanesischer Erzbischof von Sidon
- Samir Kassir (1960–2005), Journalist, Schriftsteller
- Marie Keyrouz (* 1963), Studentin, Nonne und Sängerin
- Pierre Gemayel junior (1972–2006), Student, Minister für Industrie